# Jean-Michel Baylet
Jean-Michel Baylet (Toulouse, 17 de noviembre de 1946) es un político y magnate de la prensa francés. Fue candidato a las primarias ciudadanas de Francia de 2011.
Propietario del grupo "La Dépêche du Midi", del que es también presidente-director general. Fue Secretario de Estado y Ministro Delegado entre 1984 y 1993. A su vez, ha sido alcalde de Valence-d´Agen (1977-2001). Desde 2020 fue diputado y posteriormente senador por Tarn-et-Garonne y  presidente del Consejo General de Tarn-et-Garonne de 1985 a 2015. También fue presidente del Partido Radical de Izquierda de 1996 a 2016. Volvió a ser ministro en el gobierno de Manuel Valls, entre 2016 y 2017.
En 2016, fue considerado el ministro más rico del gobierno, con un patrimonio de más de 8 millones de euros, según cifras de la Haute autorité pour la transparence de la vie publique (HATVP).